# Поморске карте
Поморске карте су важан извор за географска истраживања, а могу се користити и у настави географије као наставно средство. Према класификацији тематских карата, с обзиром на садржај, поморске карте припадају групи техничких карата, намењених највише поморцима за решавање различитих навигационих задатака. Развој поморских карата увелико је утицао на развој картографије уопште. Бројни импулси развоја картографије су стигли управо из поморске картографије. Поморске карте су битан елемент бродске опреме, али и важан извор за упознавање површине Земље, највише морских простора и обалске линије. Поморство и карте недељиво су повезани. Уз остало, и путем поморских карата поморство се прожима са географијом.

## Историјски развој
Први покушај у изради поморских карата значајан је за период портуланских карата (назив потиче од лат.  Портус , односно тал.  Порто , што значи лука), од краја 13. до 17. века. Портуланске карте израђивале су се на основу терестричких опажања, белешки из бродских дневника, као и на основу оријентације с помоћу компаса. На карту се се уносиле компасне линије или румби, тј. равне црте. Ветруља се делила обично на 32 смера (од 11° и 15 '). Портуланске карте се називају још и компасне карте. На основу румби и описа обалне пловидбе уносили су се подаци о лукама, острвима и целој обалској линији. Практичну употребу у поморству олакшавале су компасне линије које су приближно одговарале локсодроми (међутим, румби на портуланским картама нису локсодроми јер су оне равне црте само на Меркаторовој усправној цилиндричној конформној пројекцији). Портуланске карте су омогућавале повидбу целим Средоземљем па и шире. Први портулани су израђени већ око 1270. Најстарији сачувани портулан је тзв. Писански портулан, који је израђен крајем 13 века. Први датирани портулан израдио је Петрус Весконте у Венецији 1311. Уопштено, портуланске карте су квалитетним приказима обалске линије и острва увелико надилазиле истовремене географске карте.
Водећа средишта израде портулана су биле Генова, Венеција, Барселона и Мајорка (Балеари), дакле, најважнија средишта поморске трговине Средоземља.
Међу каталонским и италијанским портуланима постојала је битна разлика. На италијанским портуланима приказивани су искључиво обална црта и луке Средоземног мора и атлантске обале западне Европе. Картографиран је дакле, само садржај потребан за навигацију. У позадини је остављан непопуњен простор или би се уцртао неки украс, грб или застава неке важније луке и сл. На каталонским портуланима приказивани су, осим обалске линије, најважнији географски садржаји у копненом залеђу, и то за шири географски простор. Уз Средоземље, картографиране су и атлантске обале Африке, као и целе западне и северне Европе, а од 15. века и новооткривена подручја источне Африке, Индије, Америке па чак и Кине.

## Израда карата
Значење поморских карата надилази потребе комерцијалног поморства. Поморске карте користе се за потребе рибарства, океанографских истраживања, рударско-геолошко-нафтних истраживања и сл. Глобализација поморства намеће међународну сарадњу у снимању морских и приобалних простора и израде карата. Најзначајнија је светска поморско-хидрографска установа Хидрографски институт Кнежевине Монако. Водеће светске поморске силе израђују мапе за све делове света, првенствено за УК, САД, француску па и Русију. Остале земље израђују поморске карте тек за обална подручја својих држава и за већа пловна подручја. Хрватска израђује поморске навигационе карте за Јадранско и Јонско море и прегледне поморске карте за цело Средоземно море. Водеће поморско-хидрографске установе објављују редовно каталоге са пописом свих својих издања. Објављују се и повезане колекције карата-поморски атласи.
Значајна карактеристика на поморским картама је боја. Поморске карте се производе у четири основне боје: плава, жута, љубичаста, браон и црна. Плавом бојом означени су само плитки делови мора, па плава боја заправо упућује на опасност при навигацији. Остала морска подручја се не боје. Жутом бојом обојена су острва и копно. Смеђом бојом су уцртани елементи рељефа (изохипсе), а љубичастом сви уређаји важни за навигацију (светионици, бове, итд.) и обавештења и упозорењљ. Љубичастом бојом се уносе и накнадне исправке и ажурирања садржаја. Црном бојом иштампана су географска имена, исцртана је обалска линија, изобата, бројчане ознаке дубина, уреднички подаци и морска мрежа. На поморским картама користе се и специфични сликовни знаци и алфанумерички знаци којима се приказује просторни распоред важних објеката на обали.

## Подела поморских карата
Поморске карте се деле према садржају и намени на: навигационе (поморске у ужем смислу), информативне и помоћне карте. У поморској пракси најважније су навигационе карте.
Према размери навигацијске карте се деле на:
1. Генералне карте - у размери 1: 750 000 и 1. 2 500 000. То су заправо прегледне поморске карте са заокруженим приказом неке просторне јединице Светског мора, тј. одговарајућег навигацијског базена (нпр. карте Средоземног мора, Јадранског мора и сл.)
2. Ќурсне карте – у размери од 1 : 150 000 до 1 : 300 000. На курсним картама приказана су поједина пловидбена подручја за потребе дуге, а ређе и обалске пловидбе.
3. Обалске карте – у размери од 1 : 50 000 до 1 : 100 000 (специјалне, детаљне навигацијске карте) намењене су пре свега навигацији при обалној пловидби. На обалним картама решавају се скоје су мањег формата и практичне за навигације у недостатку простора на мањем броду.
4. Планови – карте у размери од 1 : 3 000 до 1 : 50 000. Планови крупније размере називају се лучки планови (до размере1 : 20 000), а карте у размери од 1 : 20 000 до 1 : 50 000 називају се поморски планови. На плановима су детаљно приказане важније луке, лучице, увале и морски пролази, као и неки други простори опасни за навигацију. На њима су приказани сви релевантни елементи лучких уређаја